# Kenneth Bressett
Kenneth Edward Bressett (né le 5 octobre 1928 à Keene, dans le New Hampshire) est un numismate américain. Il encourage activement l'étude et le loisir de la numismatique depuis plus de cinquante ans. Ses ouvrages publiés sur le sujet couvrent un large éventail de sujets et vont de courts articles à des ouvrages de référence sur des domaines aussi divers que les pièces anciennes, la monnaie de papier, les pièces britanniques et les pièces américaines.

## Carrière
Tout au long de sa carrière, il a travaillé en tant qu'auteur, rédacteur et éditeur de livres et de produits pour les collectionneurs de pièces de monnaie. Il a également enseigné ce sujet à des centaines d'étudiants dans le cadre de cours au Colorado College et ailleurs. De 1983 à 1988, il a été directeur de l'authentification des pièces et des programmes éducatifs de l'American Numismatic Association. Il a ensuite siégé au conseil d'administration de l'ANA, puis en a été le vice-président et le président de 1993 à 1995.
Bressett a été nommé à la Commission d'analyse des États-Unis en 1966 par le président Lyndon Johnson, et en 1996, il a été nommé membre du Comité consultatif des citoyens sur les pièces commémoratives (CCCAC). Il a reçu de nombreuses récompenses en reconnaissance de ses services et de son dévouement à la numismatique, notamment l'élection au National Numismatic Hall of Fame, la médaille du mérite de l'American Numismatic Association et le Farran Zerbe Memorial Award (en) (décerné conjointement à lui et à son épouse Bert).
Bressett s'est intéressé aux pièces de monnaie pour la première fois en 1937, lorsque son voisin lui a offert une pièce de monnaie de Chine et une de Belgique. Il a commencé à collectionner sérieusement les pièces de monnaie alors qu'il était commis dans une épicerie en 1943 et pendant ses études secondaires. Bressett a fréquenté la Dresser Business School en 1947 et a ensuite étudié les arts graphiques à l'université du Wisconsin. Il a rejoint l'Association numismatique américaine (ANA) en 1947 et a participé à leur convention à Boston l'année suivante. De 1949 à 1959, Bressett travaille comme imprimeur et compositeur pour la société d'édition Sentinel.
Bressett a commencé à travailler en free-lance sur le Red Book en 1956. Il travaille pour Richard S. Yeoman aux éditions Whitman à Racine en 1959. Il a écrit plusieurs livres alors qu'il était à la maison d'édition et, en 1962, il est devenu l'éditeur du Whitman Red Book et du Blue Book. De 1964 à 1968, Bressett a été le rédacteur en chef et l'éditeur du Whitman Numismatic Journal. En 1971, après la retraite de Yeoman, il devient rédacteur en chef du Red Book.
Bressett a travaillé comme consultant pour la collection F. Newell Childs, qui a ensuite été vendue aux enchères pour plus de huit millions de dollars. En 1966, il a été nommé à la Commission d'analyse des États-Unis par le président Lyndon B. Johnson. Il a enseigné au séminaire d'été de l'ANA en 1975. En 1980, Bressett quitte Whitman pour travailler pour A. M. Kagin à Des Moines, dans l'Iowa. De 1982 à 1988, il a travaillé à l'ANA en tant que directeur de l'ANACS. En 1986, il a plongé avec Mel Fisher en Floride pour le trésor de Nuestra Señora de Atocha, qui a été coulé.
Bressett a siégé au conseil d'administration de l'American Numismatic Association de 1989 à 1994 et en a été le président de 1995 à 1997. En 1996, il a été intronisé au Temple de la renommée de l'ANA. Pendant les années qui ont suivi, il a promu le projet Peace 2000 dans le monde entier. Il a fait partie de la commission de la CCCAC de 1996 à 2003 et a promu le programme 50 State Quarters.
Bressett a pris sa retraite de l'édition à plein temps en 2018 et est maintenant répertorié comme « éditeur émérite ».

## Livres écrits ou édités
- Bressett, Kenneth E., Money of the Bible, Whitman Pub, 2007 (ISBN 0-7948-2389-0 et 978-0-7948-2389-4, OCLC 233599844, lire en ligne)
- Bressett, Kenneth E., Let's collect coins, Whitman, 1996 (ISBN 0-307-99381-7 et 978-0-307-99381-6, OCLC 35986840, lire en ligne)
- Bressett, Kenneth E., Basics of coin grading for U.S. coins, Whitman Coin Products, 1982 (ISBN 0-307-93562-0 et 978-0-307-93562-5, OCLC 9621474, lire en ligne)
- Bressett, Kenneth E., Buying and selling United States coins : an illustrated valuation guide of all regular mint issues from 1792 to date, Western Pub. Co, 1979 (ISBN 0-307-09052-3 et 978-0-307-09052-2, OCLC 4923445, lire en ligne)
- Bowers, Q. David. et Bresset, Kenneth, A guide to United States coin price trends : a revealing look at profitable coin investment opportunities, Whitman Coin Products, 1990 (ISBN 0-307-09360-3 et 978-0-307-09360-8, OCLC 28708203, lire en ligne)
- Bressett, Kenneth E., Collectible American coins, Publications International, 1991 (ISBN 0-7853-0684-6 et 978-0-7853-0684-9, OCLC 31039105, lire en ligne)
- Newman, Eric P., The fantastic 1804 dollar, Whitman Publishing, LLC, [2009], ©1962 (ISBN 978-0-7948-2829-5 et 0-7948-2829-9, OCLC 290459832, lire en ligne)
- Bressett, Kenneth E., A guide book of English coins, nineteenth and twentieth centuries, Western Pub. Co, 1982 (ISBN 0-307-09061-2 et 978-0-307-09061-4, OCLC 8915056, lire en ligne)
- Bressett, Kenneth E.,, Bowers, Q. David, et American Numismatic Association., The official American Numismatic Association grading standards for United States coins (ISBN 978-0-7948-3824-9 et 0-7948-3824-3, OCLC 857586264, lire en ligne)
- Yeoman, R. S. (Richard S.), A guide book of United States coins, Kenneth Bresset, Whitman Pub, 2006 (ISBN 0-7948-2039-5, 978-0-7948-2039-8 et 0-7948-2035-2, OCLC 68569846, lire en ligne)
- Yeoman, R. S. (Richard S.),, Garrett, Jeff,, Bowers, Q. David, et Bressett, Kenneth, Handbook of United States coins (ISBN 978-0-7948-4649-7, 0-7948-4649-1 et 978-0-7948-4650-3, OCLC 1037018881, lire en ligne)
- Bressett, Kenneth E.,, Bressett, Philip, et Bowers, Q. David,, Guide book of United States currency : large size, small size, fractional (ISBN 978-0-7948-4531-5 et 0-7948-4531-2, OCLC 1013652475, lire en ligne)
- Klawans, Zander H., Klawans, Zander H. et Klawans, Zander H., Handbook of ancient Greek and Roman coins, Kenneth Bressett, Western Pub. Co, 1995 (ISBN 0-307-09362-X et 978-0-307-09362-2, OCLC 32591034, lire en ligne)

## Vie privée
En 1950, il épouse Bert Britton. Ils ont eu trois enfants, Philip (1951), Richard (1954), Mary (1955) avant son décès en 2012.